# Víctor Parra
Víctor Parra (Hidalgo; 10 de enero de 1920-Ciudad de México; 20 de febrero de 1994) fue un actor de la época de oro del cine mexicano, recordado por papeles de villano. Ganó tres Premios Ariel.

## Biografía
Víctor Parra Reyes nació en Tula, Hidalgo, el 10 de enero de 1920, Su carrera cinematográfica, aunque no fue extensa, sí le permitió ubicarse en varias películas como uno de los villanos-galanes más populares de la época. En 1944 inició su camino en el cine participando en la película La sombra de Chucho el roto, que aunque no tuvo éxito, sí permitió a los productores ubicar a Víctor. No fue hasta su segunda cinta cuando sus personajes dirigidos a las villanías comenzaron a formalizarse: Campeón sin corona supuso la consagración de David Silva como actor y Alejandro Galindo como director. En esta película interpretaba a un feroz boxeador extranjero que trataba despóticamente a su contrincante. Por cierto, en esta película otro de los célebres villanos del cine mexicano, Carlos López Moctezuma, interpretaba uno de sus escasos papeles de bueno.
Después siguieron interpretaciones secundarias, entre las que destacan las que hizo en cintas como El muchacho alegre (1948), que le dio su primer Ariel, Juan Charrasqueado (1948), Esquina bajan! (1948), en donde nuevamente alterna con  David Silva y es dirigido por Alejandro Galindo, Ángeles del arrabal (1949), con la que consigue su segundo Ariel y Cuatro contra el mundo (1950). En estas películas trabaja con las figuras de la época como Luis Aguilar, Pedro Armendáriz, Miroslava Stern y Leticia Palma. 
Año con año Víctor fue creando grandes personajes, pero no había logrado adoptar alguno en particular que lo identificara para la posteridad, ese personaje le llegó en 1949  en la cinta Ángeles del arrabal, donde interpretaba a Roberto Ramírez alias el Suavecito, que fue tan bien recibido, que en 1951 se filma una película que se centra en el personaje que da título la película consagratoria de Víctor:  El suavecito, una especie de proxeneta y estafador, que moría al final de la película masacrado a golpes por un grupo de gánsteres. Después de esta cinta su éxito se acrecentó y trabaja en cintas importantes como Los Fernández de Peralvillo (1954) de Juan M. Durán y Casahonda, junto a  David Silva y Sara García, nuevamente dirigido por Alejandro Galindo, cinta que le da su tercer Ariel, esta vez como actor principal, Sombra Verde (1954), con el galán Ricardo Montalbán, dirigido por Roberto Gavaldón, Espaldas mojadas (1953), haciendo un personaje -Mr. Sterling-, digno de premios por la gran actuación realizada, El túnel 6 (1955), alternando con Víctor Manuel Mendoza y Carmen Montejo, En los años sesenta, todavía filma cinco películas más, hasta decidirse por el retiro, su última aparición en pantalla fue con la cinta El Bastardo del año 1968.

## Legado
Víctor también trabajó en teatro, además de producir y escribir guiones en cine, dejó de filmar películas cuando se entregó de lleno a la actividad sindical, vivía feliz con su esposa Leticia y sus cuatro hijos (Patricia, Leticia, Víctor  y Christina), pero sus últimos años los pasó muy triste por el olvido del que era objeto, por parte de sus compañeros actores, sobre todo porque la férrea lucha sindical la hizo pensando en mayores beneficios para estos. Como villano, tal vez solo lo supera Carlos López Moctezuma, pero es innegable que fue uno de los grandes intérpretes de estos personajes, en donde destacan nombres como Rodolfo Acosta, Miguel Inclán, Arturo Martínez y Wolf Ruvinskis.

## Fallecimiento
Víctor Parra murió el 20 de febrero de 1994 a consecuencia de un infarto al corazón. Su cuerpo fue incinerado.

## Filmografía
- 1968 El bastardo
- 1966 Hombres de roca
- 1963 La muerte en el desfiladero
- 1962 El asaltacaminos
- 1960 Herencia trágica
- 1958 La máscara de carne
- 1957 Alma de acero
- 1957 Morir de pie
- 1956 Enemigos
- 1956 Historia de un marido infiel
- 1955 El túnel 6
- 1955 Los tres Villalobos
- 1955 Espaldas mojadas
- 1955 La sospechosa
- 1954 Sombra verde
- 1954 Me perderé contigo
- 1954 Los Fernández de Peralvillo
- 1954 La duda
- 1953 Reportaje
- 1953 Frontera norte
- 1953 Los dineros del diablo
- 1952 Prisionera del recuerdo
- 1952 La hija del ministro
- 1951 El suavecito
- 1950 Aventuras de un nuevo rico
- 1950 La fe en Dios
- 1950 Cuatro contra el mundo
- 1949 Ángeles del arrabal
- 1949 El hijo del bandido
- 1949 Yo maté a Juan Charrasqueado
- 1949 El vengador
- 1949 Comisario en turno
- 1948 El cuarto mandamiento
- 1948 Esquina, bajan...!
- 1948 El último chinaco
- 1948 Juan Charrasqueado
- 1948 El muchacho alegre
- 1947 Los cristeros
- 1947 La niña de mis ojos
- 1946 Campeón sin corona
- 1945 La sombra de Chucho el Roto

## Reconocimientos

### Premios Ariel
| Año  | Categoría             | Película                    | Resultado |
| ---- | --------------------- | --------------------------- | --------- |
| 1949 | Coactuación masculina | El muchacho alegre          | Ganador   |
| 1950 | Coactuación masculina | Ángeles del arrabal         | Ganador   |
| 1955 | Actor                 | Los Fernández de Peralvillo | Ganador   |